# François Boquet
Le général de corps d'armée François Boquet, né le 30 janvier 1913 à Nancy (Meurthe-et-Moselle) et mort le 19 février 1987 à Clichy (Hauts-de-Seine), était un militaire et résistant français, compagnon de la Libération.

## Biographie
François Boquet est né le 30 janvier 1913 à Nancy, où son père, polytechnicien, est colonel d'artillerie.
Il entre à l'École spéciale militaire de Saint-Cyr en 1935 dans la promotion Maréchal Lyautey.
Lieutenant de chars en 1939, il est très gravement blessé en Belgique le 18 mai 1940 pendant la Seconde Guerre mondiale. Fait prisonnier, il s'évade quelques jours après avoir été amputé du bras gauche, alors qu'il a encore le bras droit dans le plâtre.
En avril 1942, François Boquet est recruté par Suzanne Tony Robert au profit du réseau de renseignements « Cohors » fondé par Jean Cavaillès à la demande de Christian Pineau et à l'instigation des services du BCRA de Londres.
Il devient rapidement l'adjoint de Jean Cavaillès pour les renseignements et les questions militaires.
Chargé de missions dès mai 1942, il transmet aux alliés des informations essentielles sur l'ennemi (emplacement des unités, composition du matériel, dépôts de munitions, terrains d'aviation, etc.). Il convoie également des aviateurs alliés vers des hébergements clandestins.
Le 28 mai 1943, il est arrêté par hasard lors d'une fouille par la police française au métro Boucicaut à Paris. Pris avec le courrier de Londres, il est livré à la Gestapo sur ordre de Vichy.
Emprisonné pendant 8 mois au secret à Fresnes, il refuse de trahir son réseau et déroute l'ennemi en affirmant être un agent du 2e Bureau de Vichy. Déporté à Buchenwald le 24 janvier 1944, il y recrée un groupe de Résistance et maintient le moral de ses camarades jusqu'à la libération du camp en avril 1945.
Capitaine à la fin de la guerre, François Boquet est ensuite affecté au 6e régiment de chasseurs d'Afrique (6e RCA) puis au 3e RCA au Ministère de la Défense.
Il est ensuite expert militaire à l'Assemblée nationale avant de prendre part à la guerre d'Algérie de 1957 à 1961.
Attaché au Centre des hautes études militaires et à l'Institut des hautes études de Défense nationale en 1962, François Boquet commande la 5e brigade blindée à Tübingen en 1963 puis, en 1965, devient adjoint au général commandant la 3e division d'infanterie à Fribourg. Général adjoint au gouverneur militaire de Paris, commandant la Place de Paris en 1968, il commande ensuite la 1re division blindée à Trèves (1968-1970).
Inspecteur de l'Arme blindée cavalerie de 1971 à 1973, il est membre du Conseil supérieur de l'Armée de Terre en 1971 et 1972. Général de corps d'armée, il part à la retraite le 30 janvier 1973.
François Boquet est décédé le 19 février 1987 à l'hôpital Beaujon à Clichy. Il est inhumé à Lyon.

## Distinctions
- Grand officier de la Légion d'honneur
- Compagnon de la Libération (décret du 26 septembre 1945)
- Grand-croix de l'ordre national du Mérite
- Croix de guerre 1939–1945, palme de bronze avec trois palmes
- Croix de la Valeur militaire (quatre citations)
- Croix du combattant volontaire de la guerre de 1939–1945
- King's Medal for Courage in the Cause of Freedom (Royaume-Uni)